# Daniela Rump
Daniela Rump (* 13. Januar 1996 in Hannover) ist eine deutsche Politikerin der SPD. Seit 2025 ist sie direktgewählte Abgeordnete für den Wahlkreis 48 (Hildesheim) des 21. Deutschen Bundestags.

## Leben
Rump studiert Jura und stand zum Zeitpunkt der Bundestagswahl 2025 kurz vor ihrem Studienabschluss, der sich durch die Wahl verschieben wird.
Im Jahr 2016 trat Rump der SPD bei. In Nordstemmen wurde sie Mitglied des Gemeinderates, stellvertretende Vorsitzende der SPD-Fraktion sowie Vorsitzende des Ausschusses für Bildung, Kultur und Soziales. 2023 wurde sie zur Vorsitzenden des SPD-Unterbezirks Hildesheim gewählt. Sie war mehrere Jahre Mitglied des Landesvorstandes der SPD Niedersachsen. Erfahrungen sammelte sie auch als Mitarbeiterin im Büro des Landtagsabgeordneten Volker Senftleben. Im September 2024 wurde sie dann von der SPD im Landkreis Hildesheim als Kandidatin für die Bundestagswahl aufgestellt.
Zudem engagiert sich Rump als Landesvorsitzende des Kinderschutzbundes Niedersachsen.